# NAKS Kaseko Loco
NAKS Kaseko Loco (NKL) is een Surinaamse kasekogroep. Ze treedt op in binnen- en buitenland.
NKL werd in 1995 opgericht binnen de sociaal-culturele Afro-Surinaamse organisatie NAKS. De groep treedt op in een bezetting van tussen de tien en twintig leden. Ze is gespecialiseerd in kasekomuziek en bracht een groot aantal cd's uit.
De groep treedt voornamelijk op in Suriname, van evenementen als de nationale phagwaviering en de Fête de la musique, tot de speciale uitzending van Nick & Simon in Suriname in 2017. Een enkele keer maakte de groep de oversteek naar Europa voor optredens in Amsterdam, Rotterdam en meermaals in Almere, en tijdens de Antilliaanse Feesten in Hoogstraten (België).